# Ћелиновац
Ћелиновац је насељено мјесто на подручју града Градишка, Република Српска, БиХ.

## Становништво
| Демографија | Демографија | Демографија |
| Година      | Становника  | Становника  |
| ----------- | ----------- | ----------- |
| 1961.       | 114         |             |
| 1971.       | 140         |             |
| 1981.       | 156         |             |
| 1991.       | 129         |             |